# Abtlöbnitz
Abtlöbnitz ist ein Ortsteil der Gemeinde Molauer Land im Burgenlandkreis in Sachsen-Anhalt.

## Geografie
Abtlöbnitz liegt zwischen Jena und Naumburg (Saale) etwa 11 Kilometer südwestlich von Naumburg zwischen der Saale und der Bundesstraße 88. Es ist ein Runddorf mit einer Größe von etwa 14 ha. Das Gemeindegebiet umfasst 426 ha.

## Geschichte

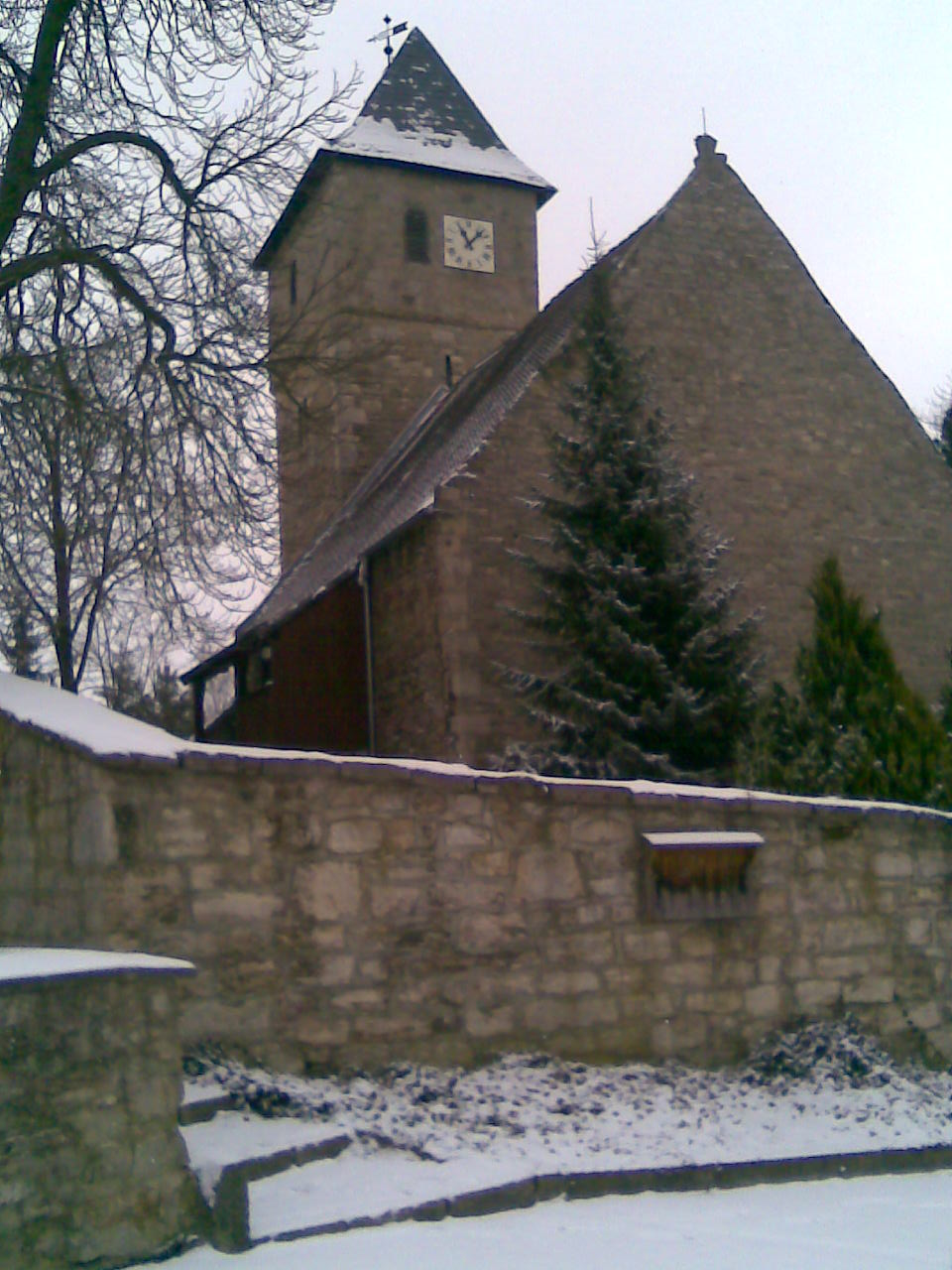
Abtlöbnitzer Kirche.

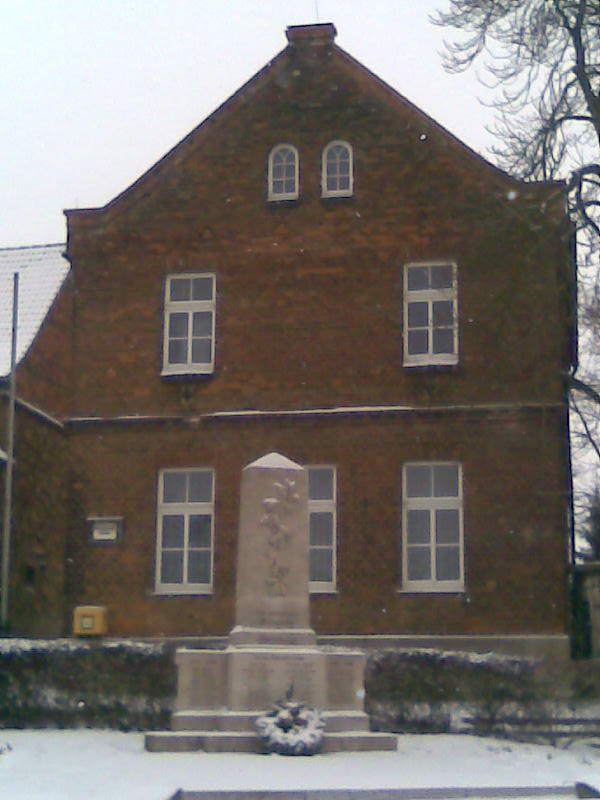
Kriegerdenkmal in Abtlöbnitz.

Erstmals erwähnt wurde das Dorf Abtlöbnitz (frühere Bezeichnungen: Lobenicz, Abtlobenitz und Appelobnitz) im Jahre 1352. Damals wurde es vom Markgraf Friedrich mit den Rechten an Dorf und Kirchensatz dem Kloster Bürgel geschenkt, während die Rechte an der Flur, Steuer, Frone sowie Heeresfolge beim Amt Camburg verblieben, welches den Ort umgab. 1465 erwarb das Georgenkloster in Naumburg die Bürgeler Gerechtsame und so kam es, dass das Dorf nach der Reformation zum 1544 gegründeten Klosteramt, also nach Naumburg, geschlagen wurde; die männlichen Einwohner „des Closter menner“ erfreuten sich damit einer gewissen Unabhängigkeit.
Abtlöbnitz gehörte als Exklave von 1564 bis 1815 zum kur- bzw. königlich-sächsischen Amt Naumburg, danach gelangte der Ort durch den Wiener Kongress an den Kreis Naumburg im Regierungsbezirk Merseburg der preußischen Provinz Sachsen. 1822 lebten hier in 49 Häusern 201 Einwohner. Der Ort war seit 1815 mit Mollschütz als preußische Exklave vom Territorium des Fürstentums Altenburg bzw. ab 1826 von der Exklave Camburg des Herzogtums Sachsen-Meiningen umgeben. 1867 verzichtete Sachsen-Meiningen endgültig auf seine Ansprüche auf Abtlöbnitz und trat seine Hoheitsrechte an Preußen ab, weshalb es in den Norddeutschen Bund eintreten konnte. Laut Volkszählungsergebnis vom 1. Dezember 1910 hatten Altlöbnitz 194 und Mollschütz 40 Einwohner.
Bis 1945 blieben Abtlöbnitz und Mollschütz eine preußische Enklave, welche zwischen 1922 und 1939 von der Kreisabteilung Camburg umgeben war. Die bis dahin selbständige Gemeinde Mollschütz wurde am 1. Januar 1957 nach Altlöbnitz eingemeindet.

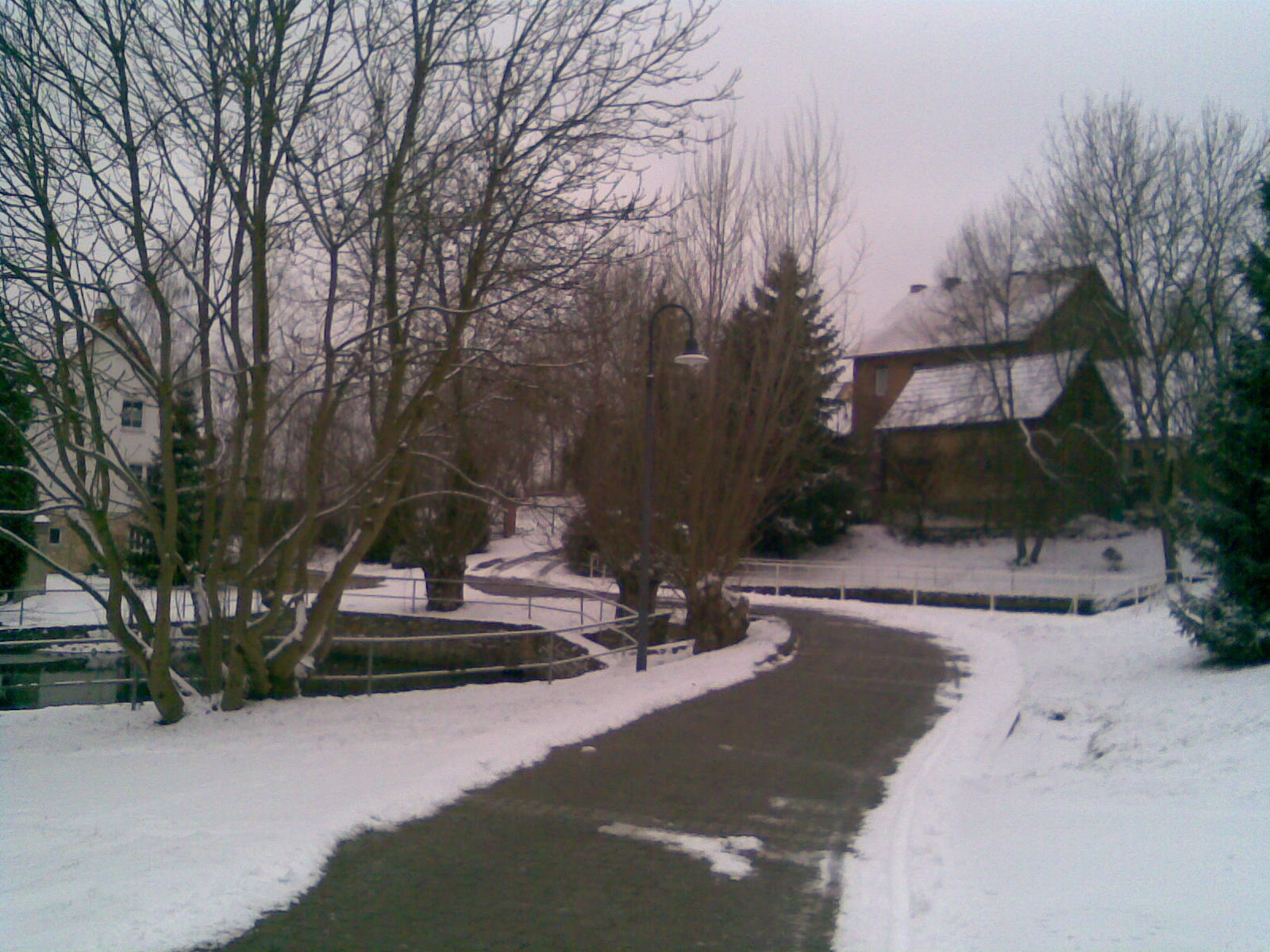
Die Abtlöbnitzer Dorfteiche.

 Im Ort befindet sich eine Kirche, die im Wesentlichen noch der romanische Ursprungsbau ist. Patron war der Abt von Bürgel. Daher rührt wohl auch der Zusatz „Abt“ vor Abtlöbnitz.
In Abtlöbnitz wurde Waidanbau betrieben. Davon zeugt ein Waidstein auf dem Dorfplatz, der auch im Dorfwappen wiederzufinden ist. Die westlich des Dorfes gelegenen Hänge zur Saale wurden in früheren Zeiten als Weinberge genutzt.
Am 1. Januar 2010 schlossen sich die bis dahin selbstständigen Gemeinden Abtlöbnitz, Casekirchen, Leislau und Molau zur neuen Gemeinde Molauer Land zusammen.

## Wirtschaft und Infrastruktur
Östlich des Gemeindegebietes verläuft die Bundesstraße 88.
Der Ort ist geprägt von landwirtschaftlichen Gehöften.
Am Ortsrand befindet sich ein größerer Rinderstall, der von der Agrargesellschaft Prießnitz mbH betrieben wird, und im Ort eine private Schmiede.